# الحزب الشيوعي الكوبي
الحزب الشيوعي الكوبي (بالإسبانية: Partido Comunista de Cuba، PCC)‏ هو الحزب السياسي الذي يحكم جمهورية كوبا. ينص الدستور الكوبي على دور الحزب ويصفه بـ«القوة الرائدة للمجتمع والدولة». تأسس الحزب في 3 أكتوبر 1965 خلفًا للحزب المتحد للثورة الاشتراكية الكوبية، الذي تألف بدوره من حركة 26 يوليو والحزب الاشتراكي الشعبي الذي تولى السلطة في كوبا بعد الثورة الكوبية في عام 1959.
الحزب الشيوعي الكوبي هو حزب شيوعي يقوم على المركزية الديمقراطية، وهو مبدأ صاغه الماركسي الروسي فلاديمير لينين، ويقتضي المناقشة الحرة والمفتوحة لقضايا السياسة العامة داخل الحزب، يليه شرط الوحدة الكاملة في دعم السياسات المتفق عليها. يُعتبر الكونغرس الهيئة العليا للحزب، وينعقد كل خمس سنوات. عندما لا يُعقد الكونغرس، تكون اللجنة المركزية أعلى هيئة في الحزب. نظرًا لاجتماع اللجنة المركزية مرتين في السنة، تقع معظم الواجبات والمسؤوليات اليومية على عاتق المكتب السياسي. منذ أبريل 2021، أصبح ميغيل دياز كانييل الأمين الأول للجنة المركزية، وهو يشغل منصب رئيس كوبا منذ عام 2018. بقي الأمين الثاني الحالي، خوسيه رامون ماتشادو فينتورا، في منصبه منذ عام 2011، على الرغم من تقاعده المخطط له في عام 2021. بقي كذلك أبيلاردو ألفاريز غيل كذلك رئيسًا لإدارة التنظيم وسياسة الموظفين.
بعد تولي السلطة في كوبا في عام 1959، بدأ الحزب بإدخال الماركسية اللينينية تدريجيًا إلى نظام الحكم، والتي تتمثل بدمج الأفكار الأصلية للفيلسوف الألماني كارل ماركس وواضع النظريات الاقتصادية لينين، فأصبحت الأيديولوجية الرسمية التي ينتهجها الحزب إلى وقتنا هذا. اتبع الحزب اشتراكية الدولة، والتي جرى بموجبها تأميم جميع الصناعات وتنفيذ اقتصاد قيادي في جميع أنحاء كوبا على الرغم من حصار الولايات المتحدة لها فترة طويلة. تدعم اللجنة كذلك السياسات الكاستروية والغيفارية وهي عضو في اللقاء العالمي للأحزاب الشيوعية والعمالية.

## تاريخيًا
احتوت كوبا على عدد من المنظمات الشيوعية والأناركية منذ أوائل عهد الجمهورية (التي تأسست في عام 1902). تشكل الحزب الشيوعي الكوبي الدولي الأصلي في عشرينيات القرن العشرين. في عام 1944، أُعيد تسميته باسم الحزب الاشتراكي الشعبي لأسباب انتخابية. في يوليو 1961، وبعد عامين من الإطاحة الناجحة فولغينسيو باتيستا وإنشاء حكومة ثورية، تشكلت المنظمات الثورية المتكاملة التي تألفت من اتحاد:
- حركة 26 يوليو لفيدل كاسترو
- الحزب الاشتراكي الشعبي بقيادة بلاس روكا
- أجزاء من المجلس الثوري الطلابي بقيادة فور تشومون

في 26 مارس 1962، أصبح الحزب الشيوعي الكوبي الحزب الموحد للثورة الاشتراكية الكوبية، والذي أصبح بدوره الحزب الشيوعي الكوبي في 3 أكتوبر 1965. تنص المادة 5 من الدستور الكوبي لعام 1976، على أن الحزب هو «القوة الرائدة العليا للمجتمع والدولة، والتي تنظم الجهود المشتركة وتوجهها لتحقيق الأهداف العليا لبناء الاشتراكية والتقدم نحو المجتمع الشيوعي.» يُحظر على جميع الأحزاب، بما فيها الحزب الشيوعي، الإعلان عن منظماتها على الملأ.
خلال السنوات الخمس عشرة الأولى من الوجود الرسمي للحزب الشيوعي، كان الحزب شبه خامل تمامًا خارج إطار المكتب السياسي. نادرًا ما اجتمعت اللجنة المركزية التي تألفت من 100 عضو، وبعد عشر سنوات من تأسيسها، عُقد أول مؤتمر نظامي للحزب. في عام 1969، بلغ عدد أعضاء الحزب 55,000 شخص أي 0.7% فقط من السكان، ما جعل الحزب الشيوعي الكوبي أصغر حزب شيوعي حاكم في العالم. في سبعينيات القرن العشرين، بدأ نظام الحزب في التطور. بحلول انعقاد مؤتمر الحزب الأول في عام 1975، تجاوز عدد أعضاء الحزب 200,000 عضو، وكانت اللجنة المركزية تجتمع بانتظام وعززت الجهاز التنظيمي ما منح الحزب دورًا قياديًا في المجتمع الذي تتولى فيه الأحزاب الشيوعية الحكم عمومًا. بحلول عام 1980، تجاوز عدد أعضاء الحزب 430,000 عضوًا وزاد عددهم ليصبح 520,000 عضوًا بحلول عام 1985. تطورت أنظمة الحزب لضمان تعيين كوادره القيادية في المناصب الحكومية الرئيسية.

## الكونغرس
عقد الحزب الشيوعي الكوبي أول مؤتمر للحزب في عام 1975، وعقد كذلك مؤتمرات إضافية في الأعوام 1980 و1986 و1991 و1997 و2011. عُقد المؤتمر السابع في الفترة من 19 إلى 22 أبريل 2016، في وقت مقارب للذكرى 55 السنوية لغزو خليج الخنازير، واختتم فيدل كاسترو المؤتمر بإعطاء بعض الملاحظات.
عُيّن التاريخ من 16 إلى 19 أبريل 2021 موعدًا لانعقاد المؤتمر الثامن.

## اللجنة المركزية
تألفت الهيئات الرئيسية للحزب من المكتب السياسي والأمانة العامة حتى عام 1991، حيث جرى دمج الهيئتين في مكتب سياسي موسع يتجاوز عدد أعضاءه عشرين عضوًا. مع ذلك، أُعيد اعتماد الأمانة العامة في عام 2002. يوجد كذلك لجنة مركزية تجتمع بين المؤتمرات الحزبية. في المؤتمر الخامس، خُفض عدد أعضاء اللجنة المركزية إلى 150 عضوًا من أصل 225 عضوًا. تولى فيدل كاسترو منصب الأمين الأول (أو الزعيم) للحزب منذ تأسيسه في حين تولى راؤول كاسترو منصب الأمين الثاني للحزب. أصبح راؤول كاسترو الأمين الأول بعد استقالة فيدل كاسترو في عام 2008 من الحزب والحكومة الكوبية.

### المكتب السياسي
انتخبت الجلسة العامة الأولى للجنة المركزية التي عُقدت في 19 أبريل 2021 عقب انعقاد المؤتمر الثامن مكتبًا سياسيًا قوامه 14 عضوًا.

### الأمانة العامة
انتخبت الدورة العامة الأولى للجنة المركزية التي عقدت في 19 أبريل 2021 عقب المؤتمر الثامن أمانة عامة مؤلفة من ستة أعضاء.

## المنظمات الجماهيرية ذات الصلة بـ PCC
- اتحاد الشباب الشيوعيين، (UJC ، التي أسسها فيدل كاسترو في عام 1962) ، مجموعة شبابية من المناضلين المستقبليين في PCC.
- اتحاد عمال كوبا المركزي، تأسست CTC في عام 1939 من قبل بلاس روکا و لازارو بيني، وهي مركز نقابي كوبي.
- اتحاد المرأة الكوبية، (FMC ، أسسها فيدل كاسترو وفيلما إسبين عام 1960) ، وهي منظمة نسائية مركزية.
- الرابطة الوطنية لصغار المزارعين، (ANAP ، التي أسسها فيدل كاسترو عام 1961) ، منظمة فلاحية.
- منظمة خوسيه مارتي الرائدة ، (OPJM ، التي أسسها فيديل كاسترو عام 1977) ، منظمة طلابية
- اتحاد طلاب التعليم الثانوي ، (FEEM ، تأسست في 1970 من قبل فيدل كاسترو) ، منظمة طلابية
- اتحاد طلاب الجامعات ، (FEU ، تأسست عام 1922 من قبل Julio Antonio Mella) ، منظمة طلابية (جامعة).
- لجان الدفاع عن الثورة ، (مجلس الإنماء والإعمار ، تأسس عام 1960 من قبل فيدل كاسترو) ، منظمة العمل المجتمعي.
- رابطة محاربي الثورة الكوبية ، (ACRC ، تأسست في عام 1993 من قبل فيدل كاسترو) ، وهي منظمة للأفراد العسكريين العاملين والمتقاعدين.
- اتحاد الصحفيين الكوبيين ، (UPEC ، التي أسسها فيدل كاسترو عام 1963) ، وهي منظمة مركزية للصحفيين.

## الأيدولوجية
عند مقارنة الحزب الشيوعي الكوبي بالأحزاب الشيوعية الحاكمة الأخرى، كما هو الحال في فيتنام والصين ولاوس، فإن الحزب الشيوعي الكوبي شديد التمسك بتقاليد الماركسية اللينينية والنظام السوفيتي التقليدي. تردد الحزب كثيرًا في المشاركة في الإصلاحات الاقتصادية، على الرغم من أنه أُرغم على قبول بعض التدابير الاقتصادية بسبب تفكك الاتحاد السوفيتي وخسارة الإعانات الاقتصادية الناجمة عن ذلك. كثيرًا ما اتبع الحزب الشيوعي الكوبي سياسة خارجية تدخلية، فساهم بنشاط الحركات الثورية اليسارية والحكومات في الدول الأخرى، بما في ذلك جيش التحرير الوطني في كولومبيا وجبهة التحرير الوطني في السلفادور وجبهة ساندينيستاس في نيكاراغوا وحركة موريس بيشوب اليهودية الجديدة في غرينادا. كان أهم دور دولي للحزب اضطلاعه في الحرب الأهلية في أنغولا، إذ تولت كوبا توجيه قوة أنغولية وسوفيتية وكوبية مشتركة في معركة كويتو كوانافال. في الآونة الأخيرة، سعى الحزب إلى دعم زعماء جبهة المد الوردي السياسية في مختلف أنحاء أمريكا اللاتينية، مثل هوغو تشافيز ولاحقًا، نيكولاس مادورو في فنزويلا وإيفو موراليس في بوليفيا. منذ اندلاع الثورة الكوبية، اتبع الحزب كذلك المذاهب الكاستروية (أيديولوجية فيدل كاسترو، بما في ذلك بعض عناصر المحافظة الاجتماعية والإلهام من خوسيه مارتي) والغيفارية.
اتسم الحزب في اتباع الدبلوماسية الطبية كسياسة خارجية للحزب. ينتهج الحزب كذلك سياسة إرسال آلاف الأطباء والفنيين الزراعيين وغيرهم من المهنيين الكوبيين إلى دول أخرى في جميع أنحاء العالم النامي.
أقام راؤول كاسترو، منذ توليه زعامة الحزب، حملة لتجديد الاقتصاد الاشتراكي الكوبي من خلال دمج أنظمة جديدة للتبادل والتوزيع والتي غالبًا ما اعتُبرت موجهة نحو السوق. أدى ذلك إلى ظهور بعض التكهنات بأن الحكم في كوبا قد يتحول إلى نموذج مشابه جدًا للنموذج المُتبع في الصين وفييتنام.

## وصلات خارجية
- (بالإسبانية) الموقع الرسمي
- قيادة الحزب الشيوعي الكوبي